# The Honeymoon Express
Pour plus de détails, voir Fiche technique et Distribution.
The Honeymoon Express est un film américain de James Flood et Ernst Lubitsch (ce dernier non crédité), sorti en 1926.

## Fiche technique
- Titre français : The Honeymoon Express
- Réalisation : James Flood et Ernst Lubitsch
- Scénario : Mary O'Hara
- Photographie : David Abel
- Pays d'origine :  États-Unis
- Format : Noir et blanc - 1,33:1 - Film muet
- Genre : Film dramatique
- Dates de sortie : 
  - États-Unis :  2 septembre 1926

## Distribution
- Willard Louis : John Lambert
- Irene Rich : Mary Lambert
- Holmes Herbert : Jim Donaldson
- Helene Costello : Margaret Lambert
- Jane Winton : Estelle
- Virginia Lee Corbin : Becky
- Harold Goodwin : Lance
- Robert Brower : Dick Donaldson

## Autour du film
L'acteur principal Willard Louis meurt en juillet 1926 peu après la fin du tournage.